# Дејан Ђуровић
Дејан Ђуровић (Београд, 7. новембар 1938) српски je глумац и водитељ, његов глас постао је изузетно популаран после синхронизације чувене научно образовне серије „Опстанак“. Био је члан глумачке екипе серије „Невен“, где су га гледаоци запазили у улози Чика Петронија и водитеља даштања.
Од осамдесетих година познат је и по одличном вођењу емисија посвећених популаризацији класичне музике Телевизије Београд. Већ више од 30 година води популарну емисију „Драгстор озбиљне музике“ на радију Београд 202.
На почетку каријере играо у омнибус филму Владимира Погачића „Суботом увече“.
Средином шездесетих играо и у познатој серији из војничког живота „Кад сам био војник“.
Добитник је награде за лепоту говора „Радмила Видак“ 2016. године.
Тренутно је најстарији активан глумац у Србији.

## Филмографија
| Год.    | Назив                                   | Улога      |
| ------- | --------------------------------------- | ---------- |
| 1950-те |                                         |            |
| 1957.   | Суботом увече                           |            |
| 1958.   | Рафал у небо                            |            |
| 1959.   | Дневник Ане Франк                       |            |
| 1960-те |                                         |            |
| 1966.   | Водник, бомбе и ...                     |            |
| 1968.   | Хармоника                               |            |
| 1968.   | Кад голубови полете                     |            |
| 1969.   | Кад сам био војник ТВ серија            |            |
| 1969.   | Растанак                                |            |
| 1969.   | Крв                                     |            |
| 1969.   | Добро нам дошли                         |            |
| 1969.   | На лево круг                            |            |
| 1969.   | Како да ти кажем ТВ серија              | /          |
| 1970-те |                                         |            |
| 1973.   | Невен (ТВ серија)                       | Петроније  |
| 1974.   | Позориште у кући 2                      | лекар      |
| 1976.   | Успон и пад Жике Проје                  | новинар    |
| 1980-те |                                         |            |
| 1983.   | Маховина на асфалту                     | ТВ водитељ |
| 1989.   | Анђео чувар                             |            |
| 1989.   | Другарица министарка                    |            |
| 1990-те |                                         |            |
| 1991.   | Сува планина 1 (ТВ кратки документарни) |            |
| 1996.   | Школа за жене (ТВ)                      |            |
| 1998.   | Породично благо                         | водитељ    |
| 1998.   | Бекство (ТВ)                            |            |